# Maracaju AC
Maracaju AC  is een Braziliaanse voetbalclub uit Maracajú in de staat Mato Grosso do Sul.

## Geschiedenis
De club werd opgericht in 1986. De club speelde in 1993 voor het eerst in de hoogste klasse van het Campeonato Sul-Mato-Grossense. Na twee slechte seizoenen keerde de club terug in 1998. Geen enkel seizoen kon de club de tweede fase van de competitie bereiken en in 2003 volgde een degradatie. In de tweede klasse werden ze meteen kampioen en keerden terug naar de hoogste klasse. Na twee jaar degradeerde de club opnieuw. In de tweede klasse werden ze slechts vijfde, maar door een uitbreiding van de hoogste klasse promoveerden ze toch weer. In 2009 volgde een nieuwe degradatie. Na een tweede plaats konden ze ook nu de afwezigheid tot één seizoen beperken. Bij de terugkeer konden ze voor het eerst de kwartfinale om de titel bereiken, hier verloren ze van Naviraiense. De volgende twee seizoenen plaatsten ze zich niet en in 2014 degradeerden ze opnieuw.  